# 조슈아 포겔
조슈아 A. 포겔(영어: Joshua Fogel, 1950년 ~ )은 미국과 캐나다의 중국학자, 역사가이자 번역가이다. 중국 현대사, 중국과 일본의 문화적, 정치적 관계를 주로 연구하였다.
시카고 대학교에서 중국사를 전공하였으며 컬럼비아 대학교에서 석사와 박사학위를 받았다. 하버드 대학교와 캘리포니아 대학교 샌타바버라에서 교수를 지냈으며 2005년부터 캐나다 요크 대학교에서 티어 1 캐나다 연구장(Canada Research Chair)로 근무했다. 30권 이상의 중국어, 일본어와 이디시어 저작을 영어로 번역했으며 2023년 캐나다 왕립학회(Royal Society of Canada) 회원으로 선출되었다.